# Sciuromorpha
Sous-ordre
Les Sciuromorphes (Sciuromorpha) sont un sous-ordre de mammifères Rongeurs. L'animal type de ce sous-ordre est l'écureuil. Ce taxon est diversement reconnu selon les classifications qui lui préfèrent parfois le sous-ordre des Sciurognathi,.

## Liste de familles
Selon Mammal Species of the World (version 3, 2005)  (10 janvier 2017) et ITIS (10 janvier 2017) :
- famille Aplodontiidae Brandt, 1855
- famille Gliridae Muirhead, 1819
- famille Sciuridae Fischer de Waldheim, 1817